# Parortholitha ingens
Parortholitha ingens là một loài bướm đêm trong họ Geometridae.